# Кнолльмюллер, Якоб
Якоб Кнолльмюллер (нем. Jakob Knollmüller; родился 26 июля 2003 года, Баден, Австрия) — австрийский футболист, нападающий клуба «Хартберг», выступающий на правах аренды за «Лафниц».

## Клубная карьера
Якоб Кнолльмюллер — воспитанник «Трайскирхена» и «АКА Санкт-Пёльтен». 30 января 2021 года перешёл в «Хоффенхайм», а через 1,5 года, 29 августа 2022 года, перешёл в «Хартберг». За клуб дебютировал 2 октября в матче против «Аустрии (Клагенфурт)».
6 февраля 2023 года был отдан в аренду в «Лафниц». За вторую команду клуба дебютировал в матче против «Фрауэнталя». За «Лафниц» дебютировал 14 апреля в матче против «Рапид Вена II». Свой первый гол за вторую команду клуба забил в ворота «Кёфлаха». На 64-й минуте матча против «Амштеттена» забил свой первый гол за «Лафниц».

## Карьера в сборной
За сборные Австрии до 15 и 16 лет сыграл 15 матчей, где забил 4 мяча. За сборную до 19 лет сыграл 6 матчей, в том числе 4 — на чемпионате Европы до 19 лет.